# Wilhelm Eitner
Wilhelm Eitner (* 28. Jänner 1843 in Iglau; † 13. Oktober 1921 in St. Christophen) war ein österreichischer Chemiker. Er war ein Fachmann für Gerberei.

## Leben
Wilhelm Eitner war der Sohn eines Iglauer Tuchmachers. Er studierte an der Technischen Hochschule Wien Chemie. 1862 gehörte er zu den Stiftern des Corps Alemannia Wien. Er arbeitete zunächst als Chemiker in Lederfabriken in Wien und Prag. Im Jahr 1872 wurde er Vizedirektor der Lederfabrik in Slaup.
Eitner gründete 1874 in Wien die weltweit erste chemisch-technische Versuchsanstalt für die Lederindustrie. Er leitete sie 40 Jahre lang bis zu seiner Pensionierung. Ebenfalls 1874 begründete er die Fachzeitschrift Der Gerber. Er redigierte deren technischen Teil bis 1913 und veröffentlichte dort die meisten seiner Fachartikel. Eitner forschte in diversen Bereichen der Gerbereichemie und -technologie. Er führte den Gebrauch von Natriumsulfid ein und beförderte die Industrialisierung des Gerbereiwesens. Als Referent der Lederindustrie wurde er 1876 zur Centennial Exhibition in Philadelphia geschickt. Dort wählte ihn eine internationale Jury zum Universalexperten für die Lederindustrie. Er gehörte zudem dem Beirat im österreichischen Handelsministerium an und wurde 1892 ständiges Mitglied des Zollbeirats.
Verheiratet war Eitner seit 1878 mit Ernestine Janesch, der Tochter eines Klagenfurter Lederfabrikbesitzers. Aus der Ehe gingen mehrere Kinder hervor, darunter Marianne Eitner (1880–1957), die den Schriftsteller und Nationalsozialisten Erwin Guido Kolbenheyer heiratete.
Nach Wilhelm Eitner wurde 1977 die Eitnergasse in Erlaa bei Wien benannt.